# Hemipodus australiensis
Hemipodus australiensis är en ringmaskart som beskrevs av Knox och Cameron 1971. Hemipodus australiensis ingår i släktet Hemipodus och familjen Glyceridae. Inga underarter finns listade i Catalogue of Life.